# 南原清隆
南原清隆（日语：／ Nanbara Kiyotaka，1965年2月13日—），生於日本香川縣高松市，日本演藝人物、搞笑藝人、演員、落語師。與內村光良組成小內小南組合。曾與徐若瑄、天野博之、丁愷蒂組成黑色餅乾，使用的藝名是南南見狂也。
此外，他與九世野村萬藏合組現代狂言，進行狂言演出。

## 生平
1985年，與內村光良組成漫才搭擋，進入演藝圈。

## 出演作品
- 義經 (大河劇)
- NANDA!?
- 賣成
- 渥美清物語
- L change the world

## 電影
- 別對我的女人出手
- UDON
- ナトゥ!!踊る忍者伝説
- L: 最終的23日

## 外部連結
- マセキ芸能社によるプロフィール
- 南原清隆　Nambara Kiyotaka的Instagram帳戶（2022年4月8日 - ）